# Jan Nadrchal
Jan Nadrchal (* 18. března 1987 Pardubice) je český politik a programátor, od roku 2022 primátor Pardubic (předtím v letech 2020 až 2022 náměstek primátora), od roku 2018 zastupitel městského obvodu Pardubice V (v letech 2018 až 2022 také radní MO), člen hnutí ANO.

## Život
Absolvoval soukromou EDUCA Pardubice - Střední odbornou školu (maturoval v roce 2006) a následně vystudoval obor počítačová podpora v archivnictví na Filozofické fakultě Univerzity Hradec Králové (promoval v roce 2018 a získal tak titul Bc.).
Pracovní kariéru začínal v roce 2007 jako referent IT u Hasičského záchranného sboru Pardubického kraje, v letech 2008 až 2009 působil jako programátor u společnosti ASSORTIS Electric. Od roku 2010 pracoval jako vývojář softwaru u firmy GEOVAP.
Jan Nadrchal žije ve městě Pardubice, konkrétně v části Zelené Předměstí. Od roku 2010 je ženatý, manželka se jmenuje Alena.

## Politické působení
V komunálních volbách v roce 2014 kandidoval jako člen hnutí ANO do Zastupitelstva městského obvodu Pardubice V, ale neuspěl (stal se druhým náhradníkem). Zvolen byl až ve volbách v roce 2018, následně se stal i radním městského obvodu. Ve volbách v roce 2022 mandát zastupitele městského obvodu obhájil, ve funkci radního však již dále nepokračoval.
V komunálních volbách v roce 2018 byl zvolen též zastupitelem města Pardubice. V lednu 2020 se navíc stal náměstkem primátora města pro rozvoj a strategii. Ve volbách v roce 2022 post zastupitele města obhájil, když vedl kandidátku hnutí ANO. V polovině října 2022 se stal primátorem města, když jeho vítězné hnutí ANO uzavřelo koalici se subjekty „Žijeme Pardubice“ (tj. ČSSD, hnutí PP21 a nezávislí kandidáti) a „Společně pro Pardubice“ (tj. SNK ED, Východočeši a hnutí Pardubice pro lidi). Nahradil tak svého stranického kolegu Martina Charváta.
V krajských volbách v roce 2016 kandidoval za hnutí ANO do Zastupitelstva Pardubického kraje, ale neuspěl. Zvolen nebyl ani poslancem, když za hnutí ANO kandidoval v Pardubickém kraji v rámci voleb do Poslanecké sněmovny PČR v roce 2017. Stejně tak dopadl i ve volbách do Sněmovny v roce 2021.